# Lillträsket (Sorsele socken, Lappland, 723811-160891)
Lillträsket är en sjö i Sorsele kommun i Lappland och ingår i Umeälvens huvudavrinningsområde.